# Малезијски рингит
Малезијски рингит је званична валута у Малезији. Међународни код је MYR. Један рингит састоји се од 100 сена.
Постоје новчанице у износима 1, 5, 10, 50 и 100 рингита и кованице 1, 5, 10, 20 и 50 сена.